# Union Valdôtaine
Unia Waldotańska (fr. Union Valdôtaine, UV) – włoska regionalna partia polityczna działająca wyłącznie w autonomicznym regionie administracyjnym Dolina Aosty.
UV powstała w 1945 jako ugrupowanie mające na celu ochronę interesów zróżnicowanego kulturowo regionu. Pod koniec lat 40. partia zaczęła regularnie startować w wyborach regionalnych, od 1988 jej poparcie przekraczało 30% głosów, najwyższe (2003) wyniosło ponad 47%.
Wielokrotnie wchodziła w skład regionalnego rządu, jej działacze obejmowali stanowisko prezydenta regionu (w tym Severino Caveri, Mario Andrione, Augusto Rollandin, Dino Viérin, Luciano Caveri). Wprowadzała też swoich pojedynczych przedstawicieli do obu izb włoskiego parlamentu.